# A selejt bosszúja
A selejt bosszúja 1951-ben bemutatott, fekete-fehér, magyar rövidfilm-vígjáték Latabár Kálmán és Ruttkai Éva főszereplésével.
A humoros, de ugyanakkor népnevelői célzatú film az alapos munkavégzésre, illetve az annak hiányából fakadó problémákra hívja fel a figyelmet. A film kisebb szerepeiben is népszerű művészek tűnnek fel.

## Cselekmény
|  | Alább a cselekmény részletei következnek! |

Ede egy férfiruhagyárban dolgozik, feladata a nadrágok gombjainak felvarrása. Munkáját mindig alaposan végezte, de amióta halálosan szerelmes Mancikába, mindig csak rá gondol, a gombokra kevésbé figyel oda. Egy napon a délutáni randevúra igyekezve meglát a kirakatban egy szép férfiöltönyt. Mivel éppen aznap volt fizetés, gondolja Mancikának jobban tetszene egy új öltönyben, bemegy a boltba, megveszi és mindjárt magán is tartja.
Alig száll fel a buszra, amikor sorra leesnek a nadrág gombjai, a nadrágtartó önálló életre kel felfelé, a nadrág meg lefelé. Ideje már nincs, hogy hazamenjen átöltözni, egy utas tanácsára zsebre dugott kézzel tartja a nadrágját, így megy Mancikával szórakozni, de nem meri neki elmondani a problémát. Noha Mancika imád táncolni, Ede a leeső nadrág miatt egyetlen táncra képes csak, a csípőre tett kézzel táncolható csárdásra. Mikor az összebújós lassú táncra szintén a nadrág miatt nem hajlandó, Mancika sértődötten elmegy.
Ede felháborodottan reklamál a ruhaboltban, melynek vezetője másnap el is megy a ruhagyárba. A gyártási szám alapján azonban kiderül, hogy a leeső gombokat éppen Ede varrta fel. Először megdöbben, majd megfogadja, hogy többé ilyen nem fordulhat elő vele. Hamarosan a cég legjobb dolgozója lesz, egyenként ellenőrzi a gombokat, de azért néha vet egy pillantást a Mancikával készült esküvői fotójukra.  
|  | Itt a vége a cselekmény részletezésének! |

## Szereplők
- Latabár Kálmán – Kormos Ede, gombvarró egy ruhagyárban
- Ruttkai Éva – Manci, Ede szerelme
- Fónay Márta – Klári, Ede kolléganője
- Latabár Árpád – Gyula, Ede kollégája
- Alfonzó – a kertvendéglő pincére
- Hlatky László – buszkalauz
- Keleti László – kutyás úr a vendéglőben
- Ács Marietta – a kutyás úr felesége
- Misoga László – Lajos
- Peti Sándor – vállalatvezető
- Pongrácz Imre – segítőkész utas a buszon
- Soltész Anni – női utas a buszon
- Tapolczay Gyula – eladó a ruhaboltban